# Gunnar Haking
Erik Gunnar Haking, född 15 september 1919 i Stockholm, död  28 januari 1976, var en svensk målare.
Han var son till folkskolläraren Eric Haking och Irene Bergsten och från 1949 gift med Britta Lundgren. Haking studerade först konst för Signe Barth innan han fortsatte sina studier vid Konsthögskolan i Stockholm 1944–1949 och under studieresor till Italien, Tunisien och Frankrike. Bland hans offentliga arbeten märks en rad kyrkomålerier och utsmyckningar bland annat i Morkarla kyrka och Viksjö kyrka samt en teaterridå i Jakobsberg. Tillsammans med sin fru drev han en vävateljé i Järfälla kyrkas nuvarande församlingshem 1962–1975. Hans bildkonst består av stilleben, figursaker, porträtt och landskapsmålningar i olja, akvarell och gouache. Haking har också komponerat och vävt mässhakar, stolor och kalkkläden i textil. 